# Субстрат (філософія)
Субстрат (лат. substratum «основа, фундамент»; від sub «під» + stratum «настил»), також першоматерія, першоречовина, першостихії, першоелемент, єдиний початок, лат. materia prima в широкому сенсі — основа всього сущого. При цьому субстрат часто ототожнюють з матерією й субстанцією. У вужчому сенсі під субстратом розуміють ті найпростіші структури або утворення, які залишаються стійкими, незмінними за будь-яких перетворень речовини й обумовлюють її конкретні властивості (наприклад, атоми в хімічних реакціях).

## В античній філософії
У період натурфілософії й в пізніші періоди античні філософи припускали, що в основі різноманіття речей лежить якийсь один першоелемент. У першій науково-філософській давньогрецькій мілетській школі:
- Фалес виділяв воду, найбільш «безформну» матерію як першостихію.
- Анаксімандр заклав в основу світобудови апейрон (безмежне або невизначене), «ніяке» саме по собі першоджерело, яке породжує чотири стихії й цілий світ певних речей.
- Анаксімен визначив на власний розсуд повітря основою всього сущого, утвореного в процесі його розрідження й згущення.

Великий квадрат — повітря, вогонь, земля, вода; малий квадрат — тепло, сухість, холод, вологість

- Арістотель припустив, що першоелементами є 5 стихій: повітря, вода, земля і вогонь і ефір (небесна субстанція). Кожен елемент є одним зі станів єдиної першоматерії — певне поєднання основних властивостей — тепла, холоду, вологості та сухості:

- Тепло + сухість = Вогонь
- Тепло + вологість = Повітря
- Холод + вологість = Вода
- Холод + сухість = Земля.
- П'ятий елемент ефір — початок руху.

Міфологічні боги уявлялися такими, що виникли з єдиної праречовини, сама ж ця праречовина вважалася вищим і абсолютним божеством (Arist. Phys.).
Стоїки розглядали першоелементом вогонь, який вони ототожнювали з внутрішнім я людини. Також вогонь як основу всього сущого виділяв Анаксагор з Клазомен.

## У неоплатонізмі
У неоплатонізмі була вибудувана ієрархія Буття за спадними сходами. Над усім існує невимовне, надсуще Єдине (Благо), яке є єдиним, невимірним, невимовним, непізнаванною першоосновою всього сущого та знаходиться поза межами людського розуму. Воно еманує в Розум, де відбувається його диференціація на рівносуще безлічі ідей. Розум еманує в Душу, де з'являється чуттєвий початок і утворюються ієрархії демонічних, людських, астральних істот та тварин; утворюються розумовий і чуттєвий Космос.

## В індуїзмі

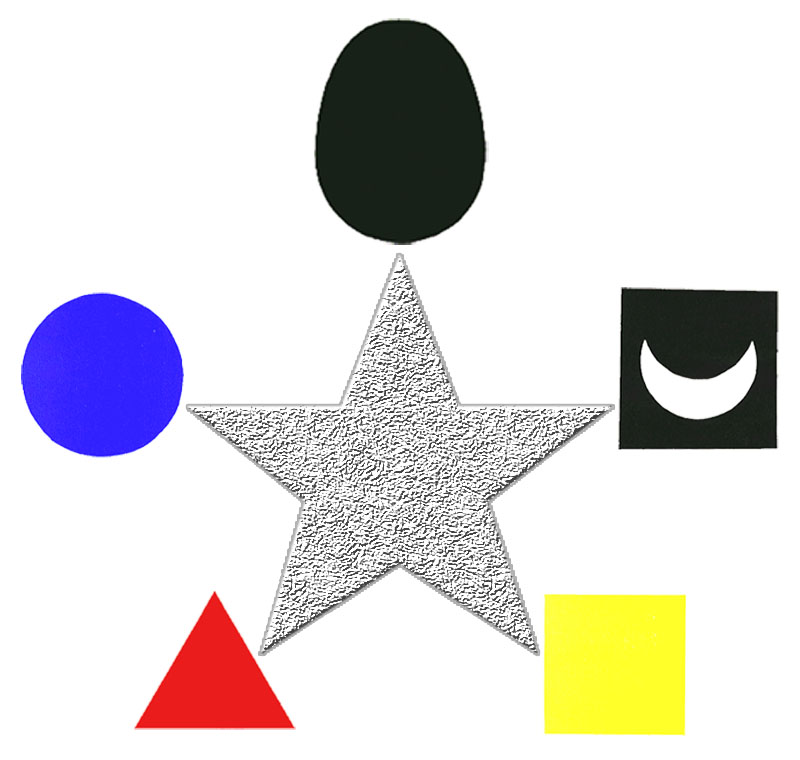
Першоелементи згідно з індуїстською традицією: повітря — синє коло, земля — жовтий квадрат, вогонь — червоний трикутник, вода — у формі півмісяця, дух — чорна овальна форма

Таттва — початкова субстанція, першоелемент в індуїстській метафізиці (особливо у філософському напрямку санкхья). Цим терміном так само позначається процес безпосереднього «пізнання» п'яти першоелементів. Слово таттва складається з двох частин: тат (санскр. तत्, «цей, такий») і твам (санскр. त्वम् «ти, тобі»). У даному контексті термін позначає таковість, справжню сутність або характеристику всього. По суті своїй герменевтичне трактування описує два склади цього слова як божественну природу (тат) та індивідуума (твам) — «Всесвіт є ти» (див. тат твам асі). Зазначене трактування безпосередньо пов'язане з концепцією відносин макрокосм і мікрокосм.

## У китайській філософії

П'ять основних елементів світобудови. Чорні стрілки показують походження, а білі — супідрядність

У-сін — (П'ять елементів; п'ять стихій; п'ять дій) — одна з основних категорій китайської філософії; п'ятичленна структура, що визначає основні параметри світобудови. Крім філософії, широко використовується в традиційній китайській медицині, ворожбитстві, бойових мистецтвах, нумерології. Містить п'ять класів (Дерево, Вогонь, Земля, Метал, Вода), що характеризують стан і взаємозв'язок всіх наявних предметів і явищ.

## У європейськомуідеалізмі
У різних філософських ідеалістичних школах античні та християнські релігійні ідеї про першооснову надалі перероблювалися.

### У філософіїГегеля
Основою світу є абсолютний дух. Тільки він внаслідок своєї нескінченності може досягти справжнього пізнання себе. Для самопізнання йому необхідно проявитися. Саморозкриття Абсолютного Духа в просторі — це природа; саморозкриття в часі — історія.

### ФілософіяС.Н.Булгакова
Уявлення Булгакова повторюються з «Тімеєм» Платона. Як буття, занурене у вир виникнення й знищення, переходів і перетворень, створене буття є «буванням». Але за множинністю й багатоособовістю бування необхідно припускати єдину підоснову, в лоні якої тільки й можуть відбуватися всі виникнення та перетворення. Ця універсальна підоснова бування, з якої безпосередньо все виникає, всі речі світу, і є матерією. Булгаков приймає пов'язані з нею положення античної традиції. Матерія — «третій рід» буття, поряд з речами чуттєвого світу і їхніми ідеальними першообразами, ідеями. Вона є неоформленою, невизначеною «першоматерією», materia prima — потенційно суще, здатність виявлення в чуттєвому. У своїй онтологічній суті вона, як і створене буття взагалі, є меоном, «буттям небуття». Але ці положення доповнюються іншими, пов'язаними, в першу чергу, з народжувальною роллю матерії. За Булгаковим вона виступає як «Велика Матір-Земля» давніх язичницьких культів Греції й Сходу, а також «земля» перших віршів Книги Буття. «Земля» й «мати» — ключові визначення матерії в Булгакова, що виражають її зачинальну й народжувальну силу, її плідність і родючість. Земля «насичена безмежними можливостями»; вона є «всематерія, бо в ній потенційно укладено все». Хоча й після Бога, по Його волі, але матерія є також творчим началом. За Григорієм Ніським Булгаков розглядає буття світу як процес, що прямо продовжує своє початковий творчий акт Бога, який здійснюється за неодмінної активної участі самої матерії. Тут концепція Булгакова виявляється на ґрунті патристики, відходячи від платонізму й неоплатонізму; остаточний же свій сенс вона отримує в контексті христології й меріології. Земля-мати не просто народжує, а йстворює зі своїх надр все суще. На вершині творчого зусилля, в його граничному напруженні й граничній чистоті, вона потенційно є «Богоземлею» та Богоматір'ю. З надр її походить Марія й земля стає готовою прийняти Логосу та народити Боголюдину. Земля стає Богородицею й тільки в цьому істинний апофеоз матерії, зліт і увінчання цього творчого зусилля. Тут ключ до всього «релігійного матеріалізму» Булгакова.

## ФілософіяВ.С.Соловйова
Соловйов визначає три сторони, з яких розглядаються живі істоти:
«1) внутрішня сутність, або prima materia, життя, прагнення або бажання жити, тобто харчуватися й розмножуватися — голод і любов (пасивніші в рослинах, активніші в тваринах);

 2) образ цього життя, тобто ті морфологічні й фізіологічні умови, якими визначаються харчування та розмноження (а у зв'язку з ними й інші, другорядні функції) кожного органічного виду; і наостанок,

 3) біологічна мета — не в сенсі зовнішньої телеології, а з точки зору порівняльної анатомії, яка визначає щодо цілого органічного світу місце та значення тих форм, які в кожному виді підтримуються харчуванням і увічнюються розмноженням. Сама біологічна мета при цьому є двоякою: з одного боку органічні види складають загальний біологічний процес (певною своєю частиною минущі, а частиною перебувають у ньому), який від водяної цвілі доходить до створення людського тіла, а з іншої сторони ці види можна розглядати як частини всесвітнього організму, що мають самостійне значення в житті цілого».
- Універсалії
- Першопричина
- Нус (філософія)[ru]
- Монізм
- Anima mundi
- Стихія (алхімія)